# Мінеральний вид
Мінеральний вид — основна таксономічна одиниця сучасної мінералогії. З погляду логіки, вид у сучасній мінералогії — це сукупність мінеральних індивідів з певними ознаками схожості, за якими вони водночас відрізняються від решти індивідів. Точне сучасне визначення: мінеральний вид — сукупність мінеральних індивідів, що належать до однієї просторової групи симетрії й характеризуються однаковим (близьким) хімічним складом або безперервною зміною складу в природних межах (В. Павлишин, 1997).

## Загальний опис
Хімічне та структурне (кристалохімічне) розмаїття мінералів твориться в природі за рахунок прояву законів поєднання (зв'язування) атомів і явища ізоморфізму. Кристалічна структура мінералів підпорядковується 230 просторовим групам симетрії. Найголовнішими типами хімічного зв'язку в мінералах є йонний, ковалентний, металічний й молекулярний. З погляду розподілу хімічних зв'язків мінерали поділяються на ізодесмічні та гетеродесмічні. Серед перших можна виділити мінерали з координаційним і каркасним мотивами, серед других — мінерали з острівним, ланцюжковим і шаруватим мотивами. Структурний мотив — це якісна структурна характеристика мінералів, яка відбиває найістотніші риси їх атомної будови, яскраво-адекватно віддзеркалюється в морфології та фізичних властивостях мінеральних кристалів.
Мінеральний різновид — це поняття виникло з метою диференціації однойменних видів, які відрізняються між собою. Мінеральний різновид — індивіди, що природно відокремилися всередині виду за характерними ознаками складу, структури, морфології або фізичних властивостей, не властивих для інших індивідів цього виду. Число мінеральних різновидів у природі сумірне з числом мінеральних видів.
Найважливішою в мінералогії є кристалохімічна класифікація мінералів, в якій зазвичай виділяють такі таксони: царство, тип, клас, підклас, група, вид, різновид. У земній корі найпоширеніші мінерали класу силікатів та алюмосилікатів. За ними йдуть оксиди, гідроксиди, карбонати. Незначна частина земної кори представлена простими речовинами, сульфідами, галогенідами, іншими класами.
Форма й розміри мінералів дуже розмаїті — від видимих лише в електронному мікроскопі до кристалів-гігантів об'ємом декілька десятків кубічних метрів і масою в десятки й навіть сотні тонн. Фізичні властивості мінералів є функцією їхньої конституції (взаємопов'язаних хімічного складу та кристалічної структури). Найважливішими з них є: густина, оптичні (у тім числі забарвлення), механічні, магнітні, електричні, люмінесцентні властивості. За поширенням мінерали умовно поділяють на породоутворювальні, рудні або рудотвірні, другорядні, акцесорні, рідкісні й дуже рідкісні.
Умови утворення (генезис) мінералів у природі досліджується в рамках генетичної мінералогії. Кожний мінерал у природі проходить стадії зародження, росту, зміни (інколи аж до цілковитої руйнації), які реалізуються в різних умовах геологічних процесів мінералоутворення (перетворення).
У житті окремої людини, як і людства в цілому, мінерали мають надзвичайно велике значення. Сучасне суспільство близько 75 % матеріалів готує з мінералів. Розвиток металургійної, хімічної, машинобудівної промисловості, атомної енергетики, нової техніки, високих технологій базується на мінеральній сировині. Успіхи сільського господарства значною мірою визначаються використанням мінеральних добрив. Чимало мінералів забезпечують прогрес у фармацевтичній, паперовій, керамічній, оптичній, ювелірній промисловості.